# Легка атлетика на літніх Олімпійських іграх 2012 — біг на 10000 метрів (чоловіки)
Змагання в бігу на 10 000 метрів у чоловіків на Олімпійських іграх 2012 року у Лондоні пройшло 4 серпня 2012 року на Олімпійському стадіоні.

## Рекорди
Олімпійський рекорд до початку Олімпійських ігор.
| Олімпійський рекорд | 27.01,17 | Кененіса Бекеле · Ефіопія | 17 серпня 2008 | Пекін 2008 |

## Медалісти
| Золото                    | Срібло           | Бронза                  |
| Мо Фара · Велика Британія | Гален Рапп · США | Таріку Бекеле · Ефіопія |

## Фінал
| Місце | Ім'я                 | Громадянство      | Час         |
| ----- | -------------------- | ----------------- | ----------- |
|       | Мо Фара              | Велика Британія   | 27.30,42    |
|       | Гален Рапп           | США               | 27.30,90    |
|       | Таріку Бекеле        | Ефіопія           | 27.31,93    |
| 4     | Кененіса Бекеле      | Ефіопія           | 27.32,44    |
| 5     | Бедан Мучірі         | Кенія             | 27.32,94    |
| 6     | Зерсенай Тадесе      | Еритрея           | 27.33,51    |
| 7     | Теклемаріам Медхін   | Еритрея           | 27.34,76    |
| 8     | Гебра Гебремаріам    | Ефіопія           | 27.36,34    |
| 9     | Полат Арікан         | Туреччина         | 27.38,81 PB |
| 10    | Мозес Ндієма Кіпсіро | Уганда            | 27.39,22    |
| 11    | Камерон Левінс       | Канада            | 27.40,68    |
| 12    | Ндієма Масаї         | Кенія             | 27.41,34    |
| 13    | Датан Ріценхайн      | США               | 27.45,89    |
| 14    | Роберт Каджуга       | Руанда            | 27.56,67 PB |
| 15    | Нгуса Тесфалдет      | Еритрея           | 27.56,78    |
| 16    | Томас Аеко           | Уганда            | 27.58,96    |
| 17    | Мухелд Ал-Утайбі     | Саудівська Аравія | 28.07,25    |
| 18    | Мохаммед Ахмед       | Канада            | 28.13,91    |
| 19    | Меттью Тегенкамп     | США               | 28.18,26    |
| 20    | Бен Св Ларенс        | Австралія         | 28.32,67    |
| 21    | Діего Естрада        | Мексика           | 28.36,19    |
| 22    | Юкі Сато             | Японія            | 28.44,06    |
| 23    | Аяд Ламдассем        | Іспанія           | 28.49,85    |
| 24    | Даньел Меучі         | Італія            | 58.57,46    |
| 25    | Крісс Томпсон        | Велика Британія   | 29.06,14    |
| 26    | Микола Лабовський    | Україна           | 29.32,12    |
| DNF   | Алі Хасан Мабуб      | Бахрейн           |             |
| DNF   | Байрон Піедра        | Еквадор           |             |
| DNF   | Вілсон Кіпроп        | Кенія             |             |